# فريدريك ماكودي لوند
فريدريك ماكودي لوند (بالنرويجية: Frederik Macody Lund)‏ (و. 1863 – 1943 م) هو مؤرخ نرويجي، ولد في ستافانغر، توفي في فارسوند، عن عمر يناهز 80 عاماً.